# Юань Цзюэ
Юа́нь Цзюэ́ (кит. упр. 袁桷, пиньинь Yuán Jué; 1266—1327) — конфуцианский учёный эпохи империи Юань в Китае. Значительный историк, писатель, комментатор, каллиграф и теоретик музыки. Уроженец уезда Иньсянь Цинъюаньской управы (сейчас это место находится на территории района Хайшу городского округа Нинбо провинции Чжэцзян), яркий представитель чжэцзянской историографической школы.

## Биография
Связанный исходно с академическими кругами Южной Сун, Юань Цзюэ был призван к юаньскому двору в годы Дадэ (1297—1307) правления хана Тэмура. При дворе он занимался работой над императорскими историческими хрониками, системой образования и экзаменов.
Юань Цзюэ выпало получать прямые приказания от трёх императоров (Тэмура, Хайсана, Аюрбарибады) и быть признанным императором Шидэбалой. Он участвовал в подготовке Истории Цзинь (金史), Истории Ляо (遼史) и Истории Сун (宋史) и состоял членом восстановленной Академии Ханьлинь.
В 1324 году он ушёл в отставку и отправился домой. После его смерти в 1327 был отмечен государственными почестями.
Юань Цзюэ оставил значительное наследие в виде литературных, комментаторских и исторических работ, а также обширное каллиграфическое наследие.